# Episodi di Sissi (serie televisiva 2021) (terza stagione)
La terza stagione della serie televisiva Sissi (Sisi), composta da 6 episodi, è stata distribuita in Germania sul servizio di streaming RTL+ il 1º dicembre 2023 e trasmessa sulla rete televisiva RTL il 27 e il 28 dicembre 2023.
In Italia la stagione è andata in onda in prima serata su Canale 5 l'11 e il 13 giugno 2024 con il titolo di Sissi - Atto terzo.
| n° | Titolo originale | Titolo italiano | Pubblicazione Germania | Prima TV Italia |
| -- | ---------------- | --------------- | ---------------------- | --------------- |
| 1  | Episode 1        | Episodio 1      | 1º dicembre 2023       | 11 giugno 2024  |
| 2  | Episode 2        | Episodio 2      | 1º dicembre 2023       | 11 giugno 2024  |
| 3  | Episode 3        | Episodio 3      | 1º dicembre 2023       | 11 giugno 2024  |
| 4  | Episode 4        | Episodio 4      | 1º dicembre 2023       | 13 giugno 2024  |
| 5  | Episode 5        | Episodio 5      | 1º dicembre 2023       | 13 giugno 2024  |
| 6  | Episode 6        | Episodio 6      | 1º dicembre 2023       | 13 giugno 2024  |

## Episodio 1
- Titolo originale: Episode 1
- Diretto da: Sven Bohse e Miguel Alexandre
- Scritto da: Andreas Gutzeit, Elena Hell e Robert Krause

### Trama
In Francia viene proclamata la Repubblica, con Napoleone III deve fuggire. Franz teme che gli eventi possano diffondersi a Vienna e quindi, contro la volontà di Sissi, decide che il principe ereditario Rodolfo d'Austria-Ungheria, che festeggia il suo nono compleanno, inizi l'addestramento militare prima di quanto originariamente concordato con Sissi.
Durante i lavori di costruzione per l'esposizione mondiale del 1873 scoppiarono disordini tra gli operai del Prater, che chiedevano non solo un aumento del salario ma anche il pasto caldo promesso. Tuttavia, secondo l'imprenditore Freiherr von Wertheim, i costi dei materiali sono raddoppiati. Franz gli promette più soldati. Ordina inoltre al suo aiutante di socializzare in incognito con gli operai per saperne di più sui loro piani.
- Ascolti Italia: telespettatori 1 454 000 – share 10,00%[5].

## Episodio 2
- Titolo originale: Episode 2
- Diretto da: Sven Bohse e Miguel Alexandre
- Scritto da: Andreas Gutzeit, Elena Hell e Robert Krause

### Trama
Sissi decide di rapire suo figlio dalla caserma e di fuggire con lui. Lascia a Franz una lettera in cui dice che tornerà solo se lui le lascerà l'educazione di Rudolf. Per segnalare che è pronto, vuole che sul giornale venga stampata una poesia di Heinrich Heine. Lascia la figlia Gisela alle cure della contessa Esterházy. In fuga da Franz e dalle sue squadre di ricerca, Rudolf e Sissi incontrano in un bar alla periferia della città la fotografa francese Alma, che le offre il suo sostegno. Viaggiano con lei su una carrozza trainata da cavalli verso Marsiglia.
Nel frattempo avviene un incidente durante i lavori di costruzione dell'esposizione universale, uno degli operai cade dall'impalcatura per debolezza. L'imprenditore barone von Wertheim minaccia i lavoratori con la protezione della corona e dell'esercito se non continuano a lavorare come previsto. La notte successiva gli operai si ribellarono. Franz ordina quindi che la cucina del tribunale si occupi di nutrire gli operai.
Una festa dovrebbe calmare l'atmosfera surriscaldata tra i lavoratori. Franz incarica il suo aiutante di mescolare un centinaio di soldati in abiti civili con gli operai e di localizzare il capo degli insorti. Ha anche fatto pattugliare i confini con la Baviera e l'Ungheria a causa della fuga di Sissi. Albert, il leader del movimento operaio, intende armarsi contro i soldati e attacca con i suoi uomini uno dei trasporti militari.
Allo stesso tempo, la cameriera Walli e il figlio dell'operaio Gustav si stanno preparando per un furto al ballo di corte.
- Ascolti Italia: telespettatori 1 454 000 – share 10,00%[5].

## Episodio 3
- Titolo originale: Episode 3
- Diretto da: Sven Bohse e Miguel Alexandre
- Scritto da: Andreas Gutzeit, Elena Hell e Robert Krause

### Trama
Sissi, Rudolf e Alma sono ora arrivati a casa di quest'ultima su una piccola isola nel sud della Francia. Il padre di Alma è un invalido di guerra di Solferino; inizialmente incolpa Sissi delle numerose morti e delle sue ferite; Tuttavia, Sissi può convincerlo a sostenere la pace.
Il leader laburista Albert continua ad armare i lavoratori rubando dalle azioni militari. Dieci lavoratori vengono inizialmente licenziati durante i lavori di costruzione della rotonda.
Dopo che Bismarck minaccia di allearsi con la Russia e quindi di formare un'alleanza contro l'Austria-Ungheria, Franz chiede a sua madre, l'arciduchessa Sophie, sostegno nella mediazione con lo zar. Inizialmente però lei rifiuta di aiutare, Franz si prepara per una possibile guerra ritirando i fondi per il cantiere dell'esposizione mondiale e altri lavoratori vengono licenziati.
A causa dell'assenza di Sissi, Franz intende aprire il ballo a corte con la cameriera Walli, che si intrufola nel ballo sotto falso nome come contessa insieme al suo finto fidanzato Gustav che sarebbe il fratello minore di Albert. Poco prima del ballo, però, appare l'arciduchessa Sophie e gli promette il suo sostegno da parte dello zar. Franz apre la palla con sua madre.
- Ascolti Italia: telespettatori 1 454 000 – share 10,00%[5].

## Episodio 4
- Titolo originale: Episode 4
- Diretto da: Sven Bohse e Miguel Alexandre
- Scritto da: Andreas Gutzeit, Elena Hell e Robert Krause

### Trama
Franz scopre dove si trova Sissi dopo che qualcuno l'ha seguita segretamente da Vienna e la segue in Francia. Dopo un appassionato incontro, Franz scompare segretamente con Rudolf.
Nel frattempo, l'arciduchessa Sophie invita l'ambasciatore russo a casa sua. Spera che lo zar Alessandro II e la zarina vengano a Vienna per un banchetto di apertura organizzato da Franz in occasione dell'esposizione mondiale.
La fotografa Alma racconta a Sissi che si trovava a Vienna a causa di un tumore alla testa che presto avrebbe potuto portarla alla cecità. Dopo che Franz torna a Vienna con Rudolf, Sissi decide di accompagnare Alma a Parigi.
Franz fa giustiziare tre operai mediante impiccagione per atti sediziosi e possesso illegale di armi. Walli viene invitato da Franz e i due trascorrono un'appassionata notte d'amore, mentre Sissi si abbandona all'assenzio e agli amanti a Parigi. Alla fine riceve un telegramma dal suo amministratore capo, secondo il quale Franz ha portato Rodolfo fuori dall'esercito.
- Ascolti Italia: telespettatori 1 548 000 – share 11,00%[6].

## Episodio 5
- Titolo originale: Episode 5
- Diretto da: Sven Bohse e Miguel Alexandre
- Scritto da: Andreas Gutzeit, Elena Hell e Robert Krause

### Trama
Sissi decide di tornare a Vienna, anche se non aveva fatto stampare la poesia che lei voleva. Il rapporto tra Franz e Sissi è freddo. Franz le spiega che non ha portato Rudolf fuori dall'esercito perché, ma anche se lei lo aveva chiesto.
Dopo che il leader sindacale Albert chiede vendetta per i tre lavoratori impiccati, il conte Grünne rinuncia alla sua copertura e lo sconsiglia di ricorrere alla violenza, anche perché i lavoratori sono in inferiorità numerica rispetto ai militari. Anche Grünne vuole cambiamenti nel Reich, ma suggerisce uno sciopero collettivo dei lavoratori.
Grazie alla mediazione dell'arciduchessa Sofia, lo zar russo annunciò il suo arrivo per l'apertura dell'esposizione mondiale. Franz vuole negoziare un'alleanza con lui lì. A questo scopo, lo zar presenta un elenco di richieste, una delle quali è la conquista congiunta della Crimea da parte dello zar.
L'imperatore viene a sapere che il conte Grünne fa ora causa comune con gli operai ribelli. Quando Grünne viene arrestato, Johann, il padre di Albert, viene ucciso dai soldati. Albert quindi cerca suo fratello Gustav, che dovrebbe introdurlo di nascosto nell'Hofburg, dove vuole vendicarsi dell'imperatore per la morte di suo padre. Se Gustav e Walli non lo aiutano, minaccia di fare del male alla figlia di Walli nell'orfanotrofio.
Da un lato Franz capisce che la gente sta morendo di fame, ma dall'altro deve spendere molti soldi per lo zar per salvare il proprio impero. Sissi e Francesco proposero allo zar di formare un'alleanza a tre con Bismarck. Walli introduce di nascosto Albert nell'Hofburg e i due vengono scoperti da Rudolf.
- Ascolti Italia: telespettatori 1 548 000 – share 11,00%[6].

## Episodio 6
- Titolo originale: Episode 6
- Diretto da: Sven Bohse e Miguel Alexandre
- Scritto da: Andreas Gutzeit, Elena Hell e Robert Krause

### Trama
A causa dello sciopero degli operai anche a corte manca il personale, così Franz serve un piatto di uova allo zar stesso.
Albert prende in ostaggio Rudolf e in una lettera indirizzata all'imperatore chiede la vita dell'imperatore in cambio della vita del bambino. Sissi intercetta la lettera prima che Franz possa leggerla e va a cercare Rudolf in persona. Gustav fa appello a suo fratello affinché faccia rispettare le rivendicazioni dei lavoratori con mezzi pacifici. Dopo che Franz gli mostra la lettera di ricatto, il conte Grünne gli dice il luogo dove gli insorti depositano le armi e dove Franz sospetta si trovi il ricattatore.
L'arciduchessa Sophie riceve il cancelliere Bismarck, mentre Sissi e Franz riescono a localizzare Rudolf, ma vengono scoperti da Albert. Rudolf viene rilasciato da Albert, ma quest'ultimo invece prende in ostaggio Franz e Sissi e appicca un fuoco davanti alla loro prigione. Bismarck diventa sempre più impaziente e minaccia di andarsene se di Franz non c'è più traccia.
Il conte Grünne ricorda ad Albert le ultime parole di suo padre Johann per fare la cosa giusta. Grünne riesce a liberare in tempo Sissi e Franz dalla prigione in fiamme e Sissi e Franz possono abbracciare il loro figlio. Poco prima che Bismarck voglia partire, Sissi e Franz compaiono per le trattative.
- Ascolti Italia: telespettatori 1 548 000 – share 11,00%[6].